# CPPED1
CPPED1 (англ. Calcineurin like phosphoesterase domain containing 1) – білок, який кодується однойменним геном, розташованим у людей на 16-й хромосомі. Довжина поліпептидного ланцюга білка становить 314 амінокислот, а молекулярна маса — 35 548.
| 10         |  | 20         |  | 30         |  | 40         |  | 50         |
| ---------- |  | ---------- |  | ---------- |  | ---------- |  | ---------- |
| MSAAEAGGVF |  | HRARGRTLAA |  | FPAEKESEWK |  | GPFYFILGAD |  | PQFGLIKAWS |
| TGDCDNGGDE |  | WEQEIRLTEQ |  | AVQAINKLNP |  | KPKFFVLCGD |  | LIHAMPGKPW |
| RTEQTEDLKR |  | VLRAVDRAIP |  | LVLVSGNHDI |  | GNTPTAETVE |  | EFCRTWGDDY |
| FSFWVGGVLF |  | LVLNSQFYEN |  | PSKCPSLKQA |  | QDQWLDEQLS |  | IARQRHCQHA |
| IVFQHIPLFL |  | ESIDEDDDYY |  | FNLSKSTRKK |  | LADKFIHAGV |  | KVVFSGHYHR |
| NAGGTYQNLD |  | MVVSSAIGCQ |  | LGRDPHGLRV |  | VVVTAEKIVH |  | RYYSLDELSE |
| KGIEDDLMDL |  | IKKK       |  |            |  |            |  |            |

A: Аланін

C: Цистеїн

D: Аспарагінова кислота

E: Глутамінова кислота

F: Фенілаланін

G: Гліцин

H: Гістидин

I: Ізолейцин

K: Лізин

L: Лейцин

M: Метіонін

N: Аспарагін

P: Пролін

Q: Глутамін

R: Аргінін

S: Серин

T: Треонін

V: Валін

W: Триптофан

Кодований геном білок за функціями належить до гідролаз, фосфопротеїнів. 
Задіяний у такому біологічному процесі, як альтернативний сплайсинг. 
Білок має сайт для зв'язування з іонами металів. 
Локалізований у цитоплазмі.